# Ojo Alamo
Ojo Alamo je geologické souvrství na rozhraní druhohorní křídy a kenozoika (paleocénu).

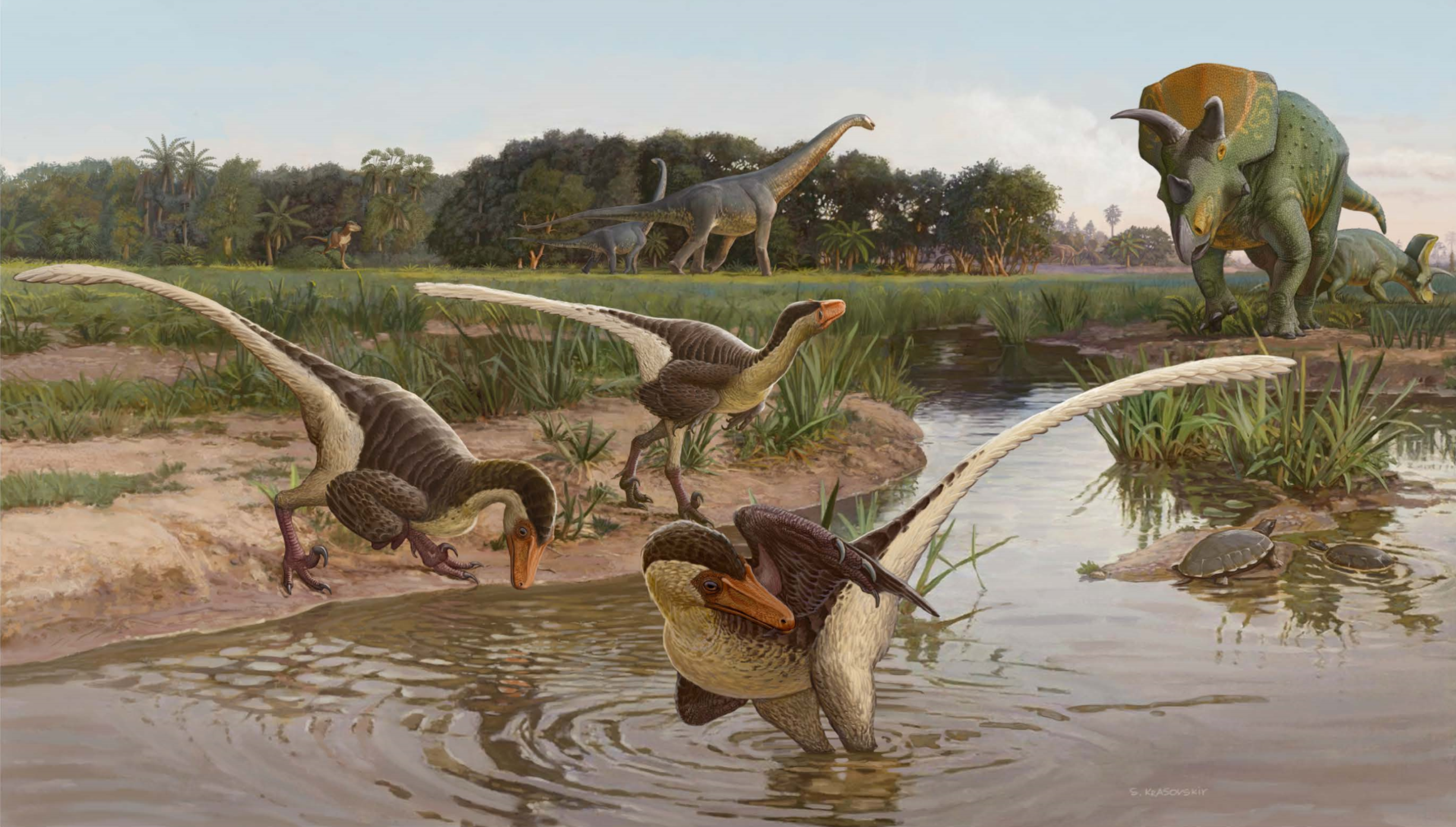
Rekonstrukce ekosystému souvrství Ojo Alamo, v popředí dromeosaurid rodu Dineobellator.

## Charakteristika
Zahrnuje horniny o stáří asi 70 až 64 milionů let, a tedy i hranici K-Pg, známou díky poslednímu hromadnému vymírání v dějinách planety (před 66 miliony let). Zahrnuje tedy zhruba stejný časový úsek, jako souvrství Hell Creek, ležící severněji. Souvrství Ojo Alamo se rozkládá na území státu Nové Mexiko v USA. Někteří badatelé se dříve domnívali, že objevili fosilie dinosaurů ještě v paleocenních vrstvách, to se ale zatím nepotvrdilo. Společně zde žily například i populární rody Tyrannosaurus (obří teropod) a Alamosaurus (obří sauropod), kteří spolu možná sváděli souboje na život a na smrt (tyranosauři možná alamosaury aktivně lovili).

## Fauna souvrství
- Ještěři
  - Peneteius
- Ryby
  - Myledaphus sp.
  - Squatirhina sp.
  - cf. Lepisosteus sp.
  -  ?Osteichthyes indet.
- Obojživelníci
  - Caudata indet.
- Želvy
  - Aspideretoides
  - Compsemys
  - cf. Hoplochelys sp.
  - Neurankylus
  - Plastomenus
  - Adocus?
  - Basilemys?
- Teropodi
  - Dineobellator
  - Dromaeosauridae sp.
  - Ojoraptorsaurus boerei[2]
  - Ornithomimidae indet.
  - Richardoestesia sp.
  - Troodontidae indet.
  - Tyrannosauridae indet.
  - aff. Tyrannosaurus rex
  - Alamotyrannus brinkmani? (Oficiální popisná studie ještě nebyla k říjnu roku 2017 publikována.)[3][4]
- Sauropodi
  - Alamosaurus sanjuanensis
- Ankylosauři
  - Glyptodontopelta mimus
  - Ankylosauridae indet.
- Hadrosauridi
  - Saurolophinae indet.
  - aff. Edmontosaurus annectens
  - aff. Kritosaurus navajovius
  - Lambeosaurinae indet. similar to Hypacrosaurus altispinus[5]
- Ceratopsi
  - Ojoceratops fowleri
  - Torosaurus utahensis
  - aff. Eotriceratops xerinsularis
- Pterosauři
  - Quetzalcoatlus northropi
- Savci
  - cf. Alphadon marshi
  - Alphadontinae indet.
  - Essonodon browni
  - cf. Glasbius sp.
  - Mesodma formosa[6]
  - cf. Meniscoessus sp.
  - Multituberculata indet.
  - cf. Pediomyidae indet.